# 武山瑠香
武山 瑠香（たけやま るか、2006年（平成18年）7月4日 - ）は、日本の女優。東京都出身。

## 略歴
半沢直樹に出演していた役者、特に賀来賢人の演技に感銘を受け2021年、TBSの女優発掘・育成オーディション『TBSスター育成プロジェクト 私が女優になる日_』に応募。約9,000人の中から2位に選ばれ、TBS系『よるおびドラマ』枠の『この初恋はフィクションです』の出演権をつかみ、芸能界入りした。
2022年、TBS系『火曜ドラマ』枠の『ユニコーンに乗って』で『この初恋はフィクションです』後初のゴールデンタイム連続ドラマに出演。

## 人物
- 憧れの女優は米倉涼子[1]。その理由は、ドラマや映画の演技だけでなく、ミュージカル『シカゴ』や、『アベンジャーズ』の声優（ブラック・ウィドウ役）など様々な分野で活躍しているから[2]。
- 6年間バレエを習っていたので、手や体を使って表現することが好きだと言う[2]。

## 出演

### テレビドラマ
- この初恋はフィクションです（2021年10月12日 - 12月17日、TBS） - 谷田紗羽 役[3][5]
- ユニコーンに乗って（2022年7月5日 - 9月6日、TBS） - 成川依里 役[4][6][7]

### テレビ番組
- TBSスター育成プロジェクト 私が女優になる日_（2021年4月17日 - 2022年3月13日、TBS）